# Europäisches Olympisches Winter-Jugendfestival 2021/Skispringen
Beim Europäischen Olympischen Winter-Jugendfestival 2021 wurden fünf Wettbewerbe im Skispringen im Lahti Sports Center ausgetragen.

## Bilanz

### Medaillenspiegel
| Platz  | Land        | Gold | Silber | Bronze | Gesamt |
| ------ | ----------- | ---- | ------ | ------ | ------ |
| 1      | Österreich  | 2    | 1      | –      | 3      |
| 2      | Slowenien   | 2    | –      | –      | 2      |
| 3      | Polen       | –    | 2      | –      | 2      |
| 4      | Norwegen    | –    | 1      | –      | 1      |
| 6      | Deutschland | –    | –      | 2      | 2      |
| 6      | Schweiz     | –    | –      | 2      | 2      |
| Gesamt | Gesamt      | 4    | 4      | 4      | 12     |

### Medaillengewinner
Jungen
| Disziplin                | Gold                                                                            | Silber                                                             | Bronze                                                            |
| ------------------------ | ------------------------------------------------------------------------------- | ------------------------------------------------------------------ | ----------------------------------------------------------------- |
| Normalschanze            | Jonas Schuster                                                                  | Jan Habdas                                                         | Ben Bayer                                                         |
| Normalschanze Mannschaft | ÖsterreichLouis Obersteiner Andre Fussenegger Raffael Zimmermann Jonas Schuster | PolenTymoteusz Amilkiewicz Klemens Joniak Marcin Wróbel Jan Habdas | DeutschlandAdrian Tittel Jannik Faißt Simon Steinbeißer Ben Bayer |

Mädchen
| Disziplin     | Gold       | Silber            | Bronze     |
| ------------- | ---------- | ----------------- | ---------- |
| Normalschanze | Nika Prevc | Nora Midtsundstad | Sina Arnet |

Mixed
| Disziplin                | Gold                                                             | Silber                                                                       | Bronze                                                          |
| ------------------------ | ---------------------------------------------------------------- | ---------------------------------------------------------------------------- | --------------------------------------------------------------- |
| Normalschanze Mannschaft | SlowenienTinkara Komar Gorazd Završnik Nika Prevc Maksim Bartolj | ÖsterreichJulia Mühlbacher Louis Obersteiner Sophie Kothbauer Jonas Schuster | SchweizSina Arnet Yanick Wasser Emely Torazza Lean Niederberger |